# Günther Deuschl
Günther Deuschl (* 4. August 1950 in Lahr/Schwarzwald) ist ein deutscher Neurologe und Senior-Professor an der Medizinischen Fakultät der Christian-Albrechts-Universität Kiel (CAU). Er forscht zu neurologischen Bewegungsstörungen, Parkinson-Krankheit, Tremor und zur Behandlungsmethode der tiefen Hirnstimulation.

## Leben
Günther Deuschl studierte von 1969 bis 1974 Mathematik, Geographie, Geschichte und Philosophie, bis er das Medizinstudium an der Ludwig-Maximilians-Universität München (LMU) begann, das er 1980 mit Approbation und Promotion (summa cum laude) abschloss. Er war Stipendiat der Studienstiftung des Deutschen Volkes. Seine Ausbildung in experimenteller Neurophysiologie erhielt er am Institut für Neurophysiologie der LMU und seine Ausbildung als Neurologe an den Kliniken für Neurologie des Klinikums rechts der Isar in München und der Universität Freiburg, die er 1988 mit dem Facharzt für Neurologie abschloss. Gleichzeitig habilitierte er sich für Neurologie und klinische Neurophysiologie. Sein wissenschaftlicher Schwerpunkt war damals Tremor und transkortikale Reflexe beim Menschen. Er war ab 1986 Leiter der Labors für klinische Neurophysiologie in Freiburg und wurde 1994 zum a.o. Professor für Neurologie und klinische Neurophysiologie ernannt. Im Jahre 1991 arbeitete er am National Institute of Health in Bethesda, Maryland, USA und beschäftigte sich dort mit Tremorformen und elektroenzephalographischen Äquivalenten des Willens. Er erwarb Spezialqualifikationen für Intensivneurologie, Schmerztherapie, neurologische Labormedizin und Geriatrie, Elektromyographie, evozierte Potentiale und Elektroencephalographie.
1995 wurde er als Ordinarius und Direktor der Klinik für Neurologie an die Christian-Albrechts-Universität Kiel berufen. Dort baute er mit seinem Team einen Schwerpunkt für die Behandlung von Patienten mit Bewegungsstörungen und Parkinson auf. Die ersten Patienten wurde 1998 mit der tiefen Hirnstimulation behandelt. 2004 bis 2011 war er Herausgeber der internationalen Zeitschrift Movement Disorders.
Von 1993 bis 1997 war er Vorstandsmitglied der Deutschen Gesellschaft für Klinische Neurophysiologie und 1994 bis 1998 der International Federation of Societies for Clinical Neurophysiology. 2006 wurde er zum Präsidenten der Deutschen Gesellschaft für Neurologie gewählt. 2011 bis 2013 war er Präsident der Internationalen Movement Disorder Society, der internationalen Gesellschaft der Parkinson-Spezialisten. 2014 bis 2018 war er Gründungspräsident der European Academy of Neurology, der Gesellschaft aller Neurologen in Europa. Seit 2000 ist er Visiting Professor an der Zhejang-University in Hangzhou und seit 2014 an der Shanghai Jiao Tong University School of Medicine. 2015 wurde er zum Ehrendoktor der Akademie der Wissenschaften ernannt für seine Verdienste für die Entwicklung der Neurologie in Moldawien. 2016 wurde er als Direktor der Klinik für Neurologie der Universität Kiel emeritiert. 2018 wurde er zum ersten Senior-Professor der CAU Kiel ernannt. Er arbeitet wissenschaftlich an der Klinik für Neurologie, ist derzeit stellvertretender Sprecher des SFB 1261 der DFG, ist in der Forschungsberatung der EU in Brüssel tätig und hat eine Gastprofessur an der Universität Zürich.

## Wissenschaftlicher Beitrag
Seit Beginn seiner Karriere beschäftigte sich Deuschl mit den Bewegungsstörungen des Menschen. Als Leiter eines internationalen Konsortiums entwickelte er 1998 die erste Klassifikation der Tremorformen des Menschen, und deren erste Revision 2018. Ein weiterer Schwerpunkt war die tiefe Hirnstimulation als Behandlungsmethode für Bewegungsstörungen. Er leitete die weltweit erste kontrollierte Studie zur Behandlung der Parkinson-Krankheit mit der tiefen Hirnstimulation, die den Nachweis besserer Wirksamkeit als die medikamentöse Behandlung für die Lebensqualität und die Beweglichkeit von geeigneten Parkinson-Patienten erbracht hat. Er konzipierte und leitete die EARLYSTIM-Studie, die zeigte, dass fluktuierende Parkinson-Patienten auch schon kurz nach dem Beginn motorischer Komplikationen besser von der tiefen Hirnstimulation als von medikamentöser Behandlung profitieren. Er war maßgeblich beteiligt an zahlreichen Forschergruppen, die zum Verständnis der transienten globalen Amnesie, einer reversiblen Gedächtnisstörung, der Behandlung der Dystonien und der Neudefinition der Parkinson-Krankheit beigetragen haben. Er hat die deutschen Therapieleitlinien für Parkinson, Demenz und Tremor federführend gestaltet.

## Ehrungen und Auszeichnungen
- 1986 Kornmüller-Preis der Deutschen Gesellschaft für Klinische Neurophysiologie
- 1994 Parkinson-Preis der Deutschen Gesellschaft für Neurologie
- 2001  Mitglied der Academie Royale de Medicine de Belgique
- 2004 Dingebauer Parkinson Preis der Deutschen Gesellschaft für Neurologie
- 2012 Max-Nonne Gedenkmünze der Deutschen Gesellschaft für Neurologie[14]
- 2013 Hans-Berger-Preis der Deutschen Gesellschaft für Klinische Neurophysiologie
- 2015 Wilhelm Griesinger Preis, Berlin
- 2015  Doktor honoris causa an der Akademie der Wissenschaften Moldawien
- 2016 Gheorghe Marinescu Medaille der Rumänischen Gesellschaft für Neurologie
- 2018 Wilhelm Erb-Preis der Deutschen Gesellschaft für Neurologie
- 2019 Movement Disorders Research Preis der  American Academy of Neurology